# ブロッサムカップ
ブロッサムカップは、ホッカイドウ競馬・門別競馬場で施行される地方競馬の重賞競走である。日高軽種馬農業協同組合より寄贈賞の提供を受けており、名称は「HBA賞 ブロッサムカップ」と表記している。

## 概要
2歳牝馬限定の重賞競走として2013年に創設。ホッカイドウ競馬のグレードではH3に格付けされた。距離は創設当初1200mで2015年に1600mに変更され、2018年に1700mに延長された。
本競走の創設により、8月以降は閉幕まで毎月2歳牝馬限定の重賞競走が組まれることとなった。
地方全国交流となっており、地方他地区所属馬も出走出来る。また、JRA認定競走（上級認定競走）としても施行され、優勝馬は認定馬となる。
2021年よりH3からH2に格上げされ、1着賞金は500万円に増額された。
2024年現在、ホッカイドウ競馬の2歳牝馬中距離路線のシーズン最後の重賞競走である（2025年は年内最後の重賞競走として実施）。

### 条件・賞金等（2024年）
出走条件
サラブレッド系2歳牝馬オープン、地方全国交流。
- フローラルカップの2着以上の馬に優先出走権がある。

負担重量
別定。番組賞金300万円超56kg、同300万円以下55kg、同100万円以下54kg
賞金等
賞金額は1着500万円、2着140万円、3着105万円、4着70万円、5着35万円
副賞
日本軽種馬協会の「NAR2歳牝馬限定競走勝馬馬主への副賞贈呈事業」の対象競走であり、優勝馬馬主には40万円の副賞金が贈られる。
スタリオンシリーズに指定されており、ニューイヤーズデイの翌年度配合権利が、優勝馬馬主への副賞となっている。

### 過去の副賞
スタリオンシリーズ競走に指定されており、以下の種牡馬の種付権が副賞となっている。
| 年     | 種牡馬                 | 付与対象者 | 出典  |
| ------ | ---------------------- | ---------- | ----- |
| 2013年 | ジャングルポケット     | 馬主       | [ 3 ] |
| 2014年 | ゼンノロブロイ         | 馬主       | [ 4 ] |
| 2015年 | ゼンノロブロイ         | 馬主       |       |
| 2016年 | ディープブリランテ     | 馬主       | [ 5 ] |
| 2017年 | ディスクリートキャット | 馬主       | [ 6 ] |
| 2018年 | ディスクリートキャット | 馬主       |       |
| 2019年 | ディスクリートキャット | 馬主       |       |
| 2020年 | ディスクリートキャット | 馬主       |       |
| 2021年 | ディスクリートキャット | 馬主       |       |
| 2022年 | ディスクリートキャット | 馬主       |       |
| 2023年 | ニューイヤーズデイ     | 馬主       | [ 7 ] |
| 2024年 | ニューイヤーズデイ     | 馬主       | [ 8 ] |

## 歴代優勝馬
| 回数   | 施行日         | 距離  | 頭数 | 優勝馬             | 性齢 | 所属   | タイム | 優勝騎手   | 管理調教師 |
| ------ | -------------- | ----- | ---- | ------------------ | ---- | ------ | ------ | ---------- | ---------- |
| 第1回  | 2013年11月14日 | 1200m | 14頭 | ラブミーブルー     | 牝2  | 北海道 | 1:13.1 | 宮崎光行   | 角川秀樹   |
| 第2回  | 2014年11月13日 | 1200m | 12頭 | ユヅルノオンガエシ | 牝2  | 北海道 | 1:12.9 | 吉原寛人   | 田中淳司   |
| 第3回  | 2015年11月12日 | 1600m | 10頭 | ラッキーバトル     | 牝2  | 北海道 | 1:41.5 | 石川倭     | 原孝明     |
| 第4回  | 2016年11月10日 | 1600m | 14頭 | ジュンアイノキミ   | 牝2  | 北海道 | 1:44.0 | 石川倭     | 米川昇     |
| 第5回  | 2017年11月9日  | 1600m | 14頭 | クロスウィンド     | 牝2  | 北海道 | 1:43.0 | 佐々木国明 | 若松平     |
| 第6回  | 2018年11月15日 | 1700m | 9頭  | イージーナウ       | 牝2  | 北海道 | 1:49.5 | 桑村真明   | 角川秀樹   |
| 第7回  | 2019年11月7日  | 1700m | 11頭 | ネーロルチェンテ   | 牝2  | 北海道 | 1:50.1 | 宮崎光行   | 米川昇     |
| 第8回  | 2020年11月3日  | 1700m | 11頭 | モリノオーシャン   | 牝2  | 北海道 | 1:49.2 | 桑村真明   | 角川秀樹   |
| 第9回  | 2021年10月21日 | 1700m | 8頭  | コスモポポラリタ   | 牝2  | 北海道 | 1:47.9 | 五十嵐冬樹 | 櫻井拓章   |
| 第10回 | 2022年10月4日  | 1700m | 8頭  | スギノプリンセス   | 牝2  | 北海道 | 1:48.2 | 五十嵐冬樹 | 田中正二   |
| 第11回 | 2023年10月11日 | 1700m | 11頭 | ヴィヴィアンエイト | 牝2  | 北海道 | 1:51.5 | 松井伸也   | 齊藤正弘   |
| 第12回 | 2024年10月24日 | 1700m | 10頭 | ゼロアワー         | 牝2  | 北海道 | 1:50.0 | 吉原寛人   | 佐々木国明 |

### 各回競走結果の出典
- ブロッサムカップ 歴代優勝馬 - 地方競馬全国協会